# Middlecamp Hills Conservation Park
Middlecamp Hills Conservation Park är en park i Australien. Den ligger i delstaten South Australia, omkring 220 kilometer nordväst om delstatshuvudstaden Adelaide.
Trakten runt Middlecamp Hills Conservation Park är nära nog obefolkad, med mindre än två invånare per kvadratkilometer.. Närmaste större samhälle är Cowell, omkring 15 kilometer öster om Middlecamp Hills Conservation Park. 
Omgivningarna runt Middlecamp Hills Conservation Park är i huvudsak ett öppet busklandskap. Genomsnittlig årsnederbörd är 443 millimeter. Den regnigaste månaden är juni, med i genomsnitt 80 mm nederbörd, och den torraste är oktober, med 9 mm nederbörd.